# Домонгольские иконы в Третьяковской галерее
Домонгольские иконы в Третьяковской галерее — одни из древнейших икон в российских музеях (XII—XIII века).

## Список
Согласно каталогу ГТГ (2020) в список включены мозаики и фрески.
| Илл. | Название                                                                        | Дата                                       | Автор           | Инв.         | Примечание |
| ---- | ------------------------------------------------------------------------------- | ------------------------------------------ | --------------- | ------------ | --- |
|      | Богоматерь Владимирская                                                         | 1-я треть XII века                         | Константинополь | Инв. 14243   | На обороте — «Престол и орудия страстей» (1410-е годы). На постоянной основе находится в церкви музея — Церкви св. Николая в Толмачах. |
|      | Великомученик Димитрий Солунский                                                | Около 1112                                 | Киев            | Инв. 25532   | Фрагменты мозаик Михайловского Златоверхого собора Дмитриевского монастыря. Демонтированы перед взрывом 1934 года                      |
|      | Неизвестный апостол (фрагмент)                                                  | Около 1112                                 | Киев            | Инв. 22127   | Фрагменты мозаик Михайловского Златоверхого собора Дмитриевского монастыря. Демонтированы перед взрывом 1934 года                      |
|      | Орнамент                                                                        | Около 1112                                 | Киев            | Инв. 25533   | Фрагменты мозаик Михайловского Златоверхого собора Дмитриевского монастыря. Демонтированы перед взрывом 1934 года                      |
|      | Святитель Николай Чудотворец                                                    | Около 1112                                 | Киев            | Инв. 22126   | Фреска Михайловского Златоверхого собора Дмитриевского монастыря. Демонтирован перед взрывом 1934 года                                 |
|      | Благовещенское Устюжское                                                        | 1-я треть XIII века                        | Новгород        | Инв. 25539   | |
|      | Великомученик Георгий                                                           | Около 1130                                 | Новгород        | Инв. 28711   | |
|      | Спас Нерукотворный                                                              | Последняя четверть XII века                | Новгород        | Инв. 14245   | На обороте — «Поклонение кресту» (конец XII — начало XIII века).                                                                       |
|      | Святитель Николай Чудотворец с избранными святыми на полях                      | Конец XII — начало XIII века               | Новгород        | Инв. 12862   | |
|      | Успение Богоматери(т. н. «Облачное»)                                            | Начало XIII века                           | Новгород        | Инв. 30461   | |
|      | Богоматерь Знамение                                                             | Первая треть XIII века                     | Новгород        | Инв. 2440    | На обороте «Мученица Иулиания» |
|      | Христос Эммануил с архангелами                                                  | Последняя четверть XII века                | Владимир (?)    | Инв. ДР-1192 | |
|      | Деисус                                                                          | Начало XIII века                           | Владимир (?)    | Инв. ДР-1191 | |
|      | Великомученик Димитрий Солунский на троне                                       | Начало XIII века                           | Владимир (?)    | Инв. 28600   | |
|      | Богоматерь Воплощение(«Богоматерь Великая Панагия», т. н. «Ярославская Оранта») | Первая четверть XIII века (около 1224?)    | Владимир (?)    | Инв. 12796   | |
|      | Богоматерь Печерская (Свенская)                                                 | Последняя четверть XIII века (около 1288?) | Киев (?)        | Инв. 12723   | |
|      |                                                                                 |                                            |                 |              | |
|      |                                                                                 |                                            |                 |              | |